# Patrick Hager
Patrick Hager (* 8. září 1988, Stuttgart) je profesionální německý hokejový útočník a stříbrný medailista ze ZOH 2018.

## Kariéra

### Klubová kariéra
S hokejem začínal v mládežnických týmech Starbulls Rosenheim, v sezóně 2005/2006 si v klubu zahrál i třetí německou ligu v dospělé kategorii. V roce 2006 podepsal smlouvu s Krefeld Pinguine hrající německou nejvyšší ligu. Zpočátku nadále hostoval v Rosenheimu, ale od sezóny 2007/2008 nastupoval pravidelně za Krefeld v nejvyšší soutěži. Od sezóny 2012/2013 hrál za ERC Ingolstadt, se kterým v další sezóně získal německý titul. V listopadu 2014 podepsal smlouvu s klubem Kölner Haie, platnou od sezóny 2015/2016. V roce 2017 přestoupil do současného klubu EHC München. V jeho dresu vyhrál v sezóně 2017/2018 svůj druhý německý titul.

### Reprezentace
Od sezóny 2004/2005 nastupoval za německé mládežnické výběry. Zúčastnil se Mistrovství světa do 18 let v roce 2006, kde pomohl německému týmu k záchraně v elitní skupině. Na mistrovství světa juniorů 1. divize 2008 vybojoval s německým týmem postup do elitní skupiny.
Od sezóny 2008/2009 pravidelně nastupuje za dospělou reprezentaci. Největšího reprezentačního úspěchu dosáhl na ZOH 2018 v Pchjongčchangu, kde Němci vybojovali stříbrné medaile a Patrick Hager vstřelil vítězný gól v semifinálovém zápase proti Kanadě.